# Битва у Хризополиса
Битва у Хризополиса — сражение между римскими императорами Константином I и Лицинием, состоявшееся 18 сентября 324 года у города Хризополис (нынешний Ускюдар) рядом с Халкидоном. Победивший в нём Константин стал единственным правителем Римской империи, положив конец эпохи тетрархии.

## Предыстория
В битве при Геллеспонте флот Лициния был разбит уступавшим в численности флотом сына Константина цезаря Криспа. После этого Константин направился в Малую Азию, используя для переправы лёгкие транспортные корабли, заказанные им ранее для воспрепятствования высадки в Европе армии соимператора Лициния Мартиниана, охранявшего побережье Лампсака. После потери своего флота Лициний эвакуировал гарнизон Византия, который вошёл в состав его армии в Халкидоне на азиатском побережье Босфора. Оттуда он призвал к себе Мартиниана и отряды вестготов, чтобы восполнить потери, понесённые в в битве у Адрианополя. Доподлинно не известно, успел ли Мартиан соединиться с Лицинием до начала сражения 18 сентября.

## Битва
Армия Константина высадилась на азиатском берегу Босфора у Священного мыса (Hieron), после чего отправилась на юг к Халкидону. Лициний направил свои силы на несколько миль севернее к Хрисополису. Солдаты Константина достигли окрестностей этого города раньше противника, после этого Константин уединился в своей палатке в ожидании божественного откровения, по итогам которого решил проявить инициативу. Противостояние имело и религиозный аспект, так как Лициний перед своими боевыми порядками разместил римских языческих богов, в то время как Константин использовал христианский символ лабарум. Лициний испытывал суеверный страх перед этим символом, запретив своим солдатам смотреть и атаковать его. Константин начал массированную фронтальную атаку на войска Лициния, которые смог разбить..
Историк Зосим сообщает о жестокости сражения. Потери Лициния оценивались в 25—30 тыс. убитых, а также тысячах раненых и дезертировавших. Сам он смог сбежать, собрав у города Никомедия 30 тыс. уцелевших солдат.

## Последствия
Лициний решил отдать себя на волю победителя, так как оставшиеся силы не могли противостоять второму императору. Сестра Константина и жена Лициния Константа выступила посредником. Поддавшись просьбам сестры, Константин дал клятву сохранить жизнь своему сопернику. Бывший император был отправлен в пожизненную ссылку в Фессалоники, но через несколько месяцев он был повешен в 325 году по подозрению в измене. Через год сын Лициния также стал жертвой гнева или подозрения Константина.
Избавившись от Лициния, Константин стал единодержавным правителем Римской империи впервые со времён назначения Максимиана Диоклетианом в апреле 286 года августом. После покорения восточной части страны Константин выбрал своей столицей город Византий, который переименовал в Константинополь.